# Liste der Resolutionen des UN-Sicherheitsrates (1999)
Diese Liste der Resolutionen des UN-Sicherheitsrates nennt die vom Sicherheitsrat der Vereinten Nationen im Jahr 1999 verabschiedeten Resolutionen.
| Nummer | Beschluss vom | Gegenstand | Mission |
| ------ | ------------- | --- | ------- |
| 1220   | 12. Januar    | Situation in Sierra Leone                                                                                     |         |
| 1221   | 12. Januar    | Situation in Angola                                                                                           |         |
| 1222   | 15. Januar    | Situation in Kroatien                                                                                         |         |
| 1223   | 28. Januar    | Situation im Nahen Osten                                                                                      |         |
| 1224   | 28. Januar    | Situation in der Demokratischen Arabischen Republik Sahara                                                    |         |
| 1225   | 28. Januar    | Situation in Georgien                                                                                         |         |
| 1226   | 29. Januar    | Situation zwischen Eritrea und Äthiopien                                                                      |         |
| 1227   | 26. Februar   | Situation zwischen Eritrea und Äthiopien                                                                      |         |
| 1228   | 26. Februar   | Situation in der Demokratischen Arabischen Republik Sahara                                                    |         |
| 1229   | 26. Februar   | Situation in Angola                                                                                           |         |
| 1230   | 26. Februar   | Situation in der Zentralafrikanischen Republik                                                                |         |
| 1231   | 11. März      | Situation in Sierra Leone                                                                                     |         |
| 1232   | 30. März      | Situation in der Demokratischen Arabischen Republik Sahara                                                    |         |
| 1233   | 6. April      | Situation in Guinea-Bissau                                                                                    |         |
| 1234   | 9. April      | Situation in der Demokratischen Republik Kongo                                                                |         |
| 1235   | 30. April     | Situation in der Demokratischen Arabischen Republik Sahara                                                    |         |
| 1236   | 7. Mai        | Situation in Osttimor                                                                                         |         |
| 1237   | 7. Mai        | Situation in Angola                                                                                           |         |
| 1238   | 14. Mai       | Situation in der Demokratischen Arabischen Republik Sahara                                                    |         |
| 1239   | 14. Mai       | Über die Resolutionen 1160, 1199 und 1203 des UN-Sicherheitsrats                                              |         |
| 1240   | 15. Mai       | Situation in Tadschikistan und an der tadschikisch-afghanischen Grenze                                        |         |
| 1241   | 19. Mai       | Internationaler Strafgerichtshof für Ruanda                                                                   |         |
| 1242   | 21. Mai       | Situation zwischen Irak und Kuwait                                                                            |         |
| 1243   | 27. Mai       | Situation im Nahen Osten                                                                                      |         |
| 1244   | 10. Juni      | Situation im Kosovo                                                                                           |         |
| 1245   | 11. Juni      | Situation in Sierra Leone                                                                                     |         |
| 1246   | 11. Juni      | Situation in Osttimor                                                                                         |         |
| 1247   | 18. Juni      | Situation in Bosnien und Herzegowina                                                                          |         |
| 1248   | 25. Juni      | Aufnahme neuer Mitgliedsstaaten in die Vereinten Nationen                                                     |         |
| 1249   | 25. Juni      | Aufnahme neuer Mitgliedsstaaten in die Vereinten Nationen                                                     |         |
| 1250   | 29. Juni      | Situation in Zypern                                                                                           |         |
| 1251   | 29. Juni      | Situation in Zypern                                                                                           |         |
| 1252   | 15. Juli      | Situation in Kroatien                                                                                         |         |
| 1253   | 28. Juli      | Aufnahme neuer Mitgliedsstaaten in die Vereinten Nationen                                                     |         |
| 1254   | 30. Juli      | Situation im Nahen Osten                                                                                      |         |
| 1255   | 30. Juli      | Situation in Georgien                                                                                         |         |
| 1256   | 3. August     | Situation in Bosnien und Herzegowina                                                                          |         |
| 1257   | 3. August     | Situation in Osttimor                                                                                         |         |
| 1258   | 6. August     | Situation in der Demokratischen Republik Kongo                                                                |         |
| 1259   | 11. August    | Ernennung der Staatsanwälte für die Internationalen Strafgerichtshöfe für Ruanda und des früheren Jugoslawien |         |
| 1260   | 20. August    | Situation in Sierra Leone                                                                                     |         |
| 1261   | 25. August    | Kinder in kriegerischen Konflikten                                                                            |         |
| 1262   | 27. August    | Situation in Osttimor                                                                                         |         |
| 1263   | 13. September | Situation in der Westsahara                                                                                   |         |
| 1264   | 15. September | Situation in Osttimor                                                                                         |         |
| 1265   | 15. September | Schutz von Zivilisten in bewaffneten Konflikten                                                               |         |
| 1266   | 4. Oktober    | Situation zwischen Irak und Kuwait                                                                            |         |
| 1267   | 15. Oktober   | Situation in Afghanistan                                                                                      |         |
| 1268   | 15. Oktober   | Situation in Angola                                                                                           |         |
| 1269   | 19. Oktober   | Verantwortung des Sicherheitsrates für Frieden und Stabilität weltweit                                        |         |
| 1270   | 22. Oktober   | Situation in Sierra Leone                                                                                     |         |
| 1271   | 22. Oktober   | Situation in der Zentralafrikanischen Republik                                                                |         |
| 1272   | 25. Oktober   | Situation in Ost-Timor                                                                                        |         |
| 1273   | 5. November   | Situation in der Demokratischen Republik Kongo                                                                |         |
| 1274   | 12. November  | Situation in Tadschikistan                                                                                    |         |
| 1275   | 19. November  | Konflikt zwischen Irak und Kuwait                                                                             |         |
| 1276   | 24. November  | Situation im Nahen Osten                                                                                      |         |
| 1277   | 30. November  | Situation in Haiti                                                                                            |         |
| 1278   | 30. November  | Besetzung einer Richterstelle am Internationalen Gerichtshof                                                  |         |
| 1279   | 30. November  | Situation in der Demokratischen Republik Kongo                                                                |         |
| 1280   | 3. Dezember   | Konflikt zwischen Irak und Kuwait                                                                             |         |
| 1281   | 10. Dezember  | Konflikt zwischen Irak und Kuwait                                                                             |         |
| 1282   | 14. Dezember  | Situation in der Westsahara                                                                                   |         |
| 1283   | 15. Dezember  | Situation in Zypern                                                                                           |         |
| 1284   | 17. Dezember  | Konflikt zwischen Irak und Kuwait                                                                             |         |